# Vamidothion
Vamidothion ist eine Mischung von zwei isomeren chemischen Verbindungen aus der Gruppe der Thiophosphorsäureester. Es ist chiral und wird als 1:1-Gemisch der einander enantiomeren  (R)-Form und der (S)-Form als Insektizid eingesetzt.

## Gewinnung und Darstellung
Vamidothion kann durch Reaktion von 2-Chlorethanol mit 2-Mercaptopropionsäureethylester, Methylamin, Thionylchlorid und O,O-Dimethylthiophosphat gewonnen werden.

## Eigenschaften
Vamidothion ist als Reinstoff ein weißer kristalliner Feststoff, wohingegen das technische Produkt ein gelblicher wachsartiger Feststoff ist. Die technische Produkt zersetzt sich bei Raumtemperatur langsam, ist aber in organischen Lösungsmitteln (z. B. Cyclohexanon, Methylethylketon) stabil. Unter alkalischen Bedingungen hydrolysiert es.

## Verwendung
Vamidothion wird als Akarizid verwendet. Die wichtigste Anwendung ist der Einsatz bei Äpfeln und Birnen gegen Blattläuse. Es wird auch auf anderem Kernobst, Zuckerrüben und in geringerem Maße auch bei Trauben, Getreide, Zuckerrohr und Hopfen eingesetzt.

## Zulassung
Vamidothion ist nicht auf der Liste der in der Europäischen Union zulässigen Pflanzenschutzmittel-Wirkstoffe enthalten.
In Deutschland, Österreich und der Schweiz sind keine Pflanzenschutzmittel mit diesem Wirkstoff zugelassen.